# Luleå (đô thị)

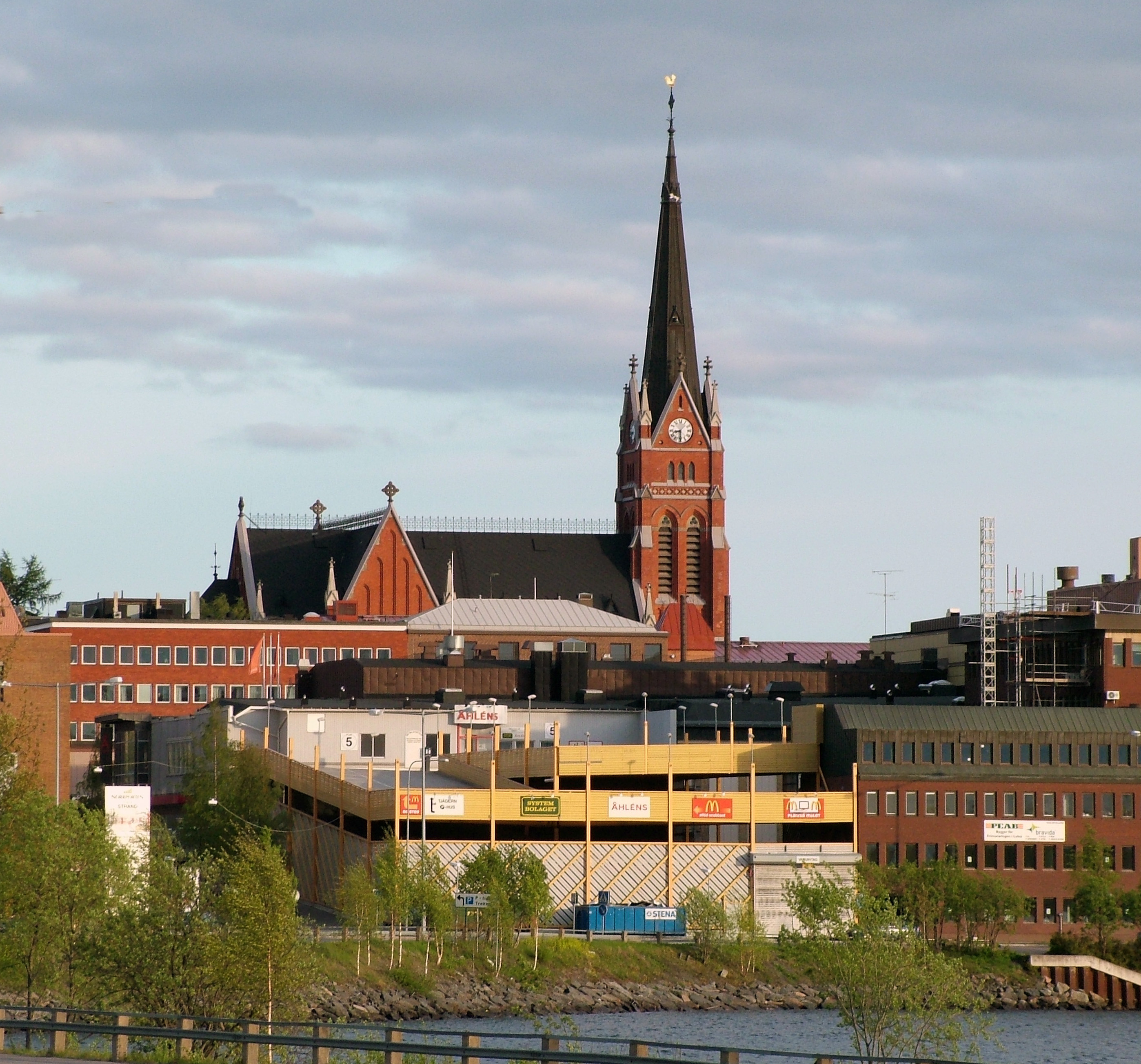
Luleå

Đô thị Luleå (Luleå kommun) là một đô thị ở phía bắc Thụy Điển. Thủ phủ là thành phố Luleå, cũng là thủ phủ của hạt Norrbotten.

## Các đơn vị hành chính
Các thị xã và thị trấn có ít nhất 300 dân theo Thống kê năm 2000.
1. Luleå 45.036
2. Hertsön (quận) 5.635
3. Gammelstad 4.910
4. Bergnäset 3.653
5. Björkskatan 3.500
6. Södra Sunderbyn 2.789
7. Råneå 2.,043
8. Antnäs 806
9. Alvik 770
10. Rutvik 695
11. Måttsund 564
12. Bensbyn 425
13. Ersnäs 324
14. Bälinge 310